# Mackenzie McDonald
Michael Mackenzie Lowe McDonald (Piedmont, 16 april 1995) is een Amerikaans tennisser.

## Carrière
Van 2014 tot 2016 speelde hij collegetennis voor Universiteit van Californië - Los Angeles. McDonald maakte zijn profdebuut in 2016, hij kreeg dat jaar een wildcard voor het US Open in het enkel- en dubbelspel waar hij werd uitgeschakeld in de eerste ronde. De volgende twee jaar werkte hij zich een weg naar de top en in 2018 nam hij deel aan drie grandslamtoernooien, zijn beste resultaat was een vierde ronde op Wimbledon waarin hij verloor van Milos Raonic.
In 2020 bereikte hij in het dubbelspel op het US Open samen met Christopher Eubanks de kwartfinale waarin Rajeev Ram en Joe Salisbury te sterk bleken. Op het ATP-toernooi van Washington in 2021 verloor hij in de finale van de Italiaan Jannik Sinner. In oktober 2022 op het ATP-toernooi van Tokio won hij zijn eerste titel in het dubbelspel samen met de Braziliaan Marcelo Melo tegen Rafael Matos en David Vega Hernández.

## Palmares
| Legenda               |
| --------------------- |
| Grand Slam            |
| Olympische Spelen     |
| ATP Finals            |
| ATP Tour Masters 1000 |
| ATP Tour 500          |
| ATP Tour 250          |

### Enkelspel
| Nr.                             | Datum            | Toernooi       | Ondergrond    | Tegenstander in finale | Score         | Details |
| ------------------------------- | ---------------- | -------------- | ------------- | ---------------------- | ------------- | ------- |
| gewonnen finales herenenkelspel |                  |                |               |                        |               |         |
| verloren finales herenenkelspel |                  |                |               |                        |               |         |
| 1.                              | 8 augustus 2021  | ATP Washington | Hardcourt     | Jannik Sinner          | 5-7, 6-4, 5-7 | details |
| gewonnen challengers            |                  |                |               |                        |               |         |
| 1.                              | 15 oktober 2017  | Fairfield      | Hardcourt     | Bradley Klahn          | 6-4, 6-2      |         |
| 2.                              | 6 mei 2018       | Seoel          | Hardcourt     | Jordan Thompson        | 1-6, 6-4, 6-1 |         |
| 3.                              | 28 februari 2021 | Nur-Sultan     | Hardcourt (i) | Jurij Rodionov         | 6-1, 6-2      |         |

### Dubbelspel
| Nr.                              | Datum           | Toernooi         | Ondergrond | Partner      | Tegenstander in finale            | Score               | Details |
| -------------------------------- | --------------- | ---------------- | ---------- | ------------ | --------------------------------- | ------------------- | ------- |
| gewonnen finales herendubbelspel |                 |                  |            |              |                                   |                     |         |
| 1.                               | 9 oktober 2022  | ATP Tokio        | Hardcourt  | Marcelo Melo | Rafael Matos David Vega Hernández | 6-4, 3-6, [10-4]    | details |
| verloren finales herendubbelspel |                 |                  |            |              |                                   |                     |         |
| 1.                               | 6 augustus 2023 | ATP Washington   | Hardcourt  | Ben Shelton  | Máximo González Andrés Molteni    | 7-6(4), 2-6, [6-10] | details |
| gewonnen challengers             |                 |                  |            |              |                                   |                     |         |
| 1.                               | 16 oktober 2016 | Fairfield        | Hardcourt  | Brian Baker  | Sekou Bangoura Eric Quigley       | 6-3, 6-4            |         |
| 2.                               | 7 januari 2018  | City of Playford | Hardcourt  | Tommy Paul   | Maverick Banes Jason Kubler       | 7-6(4), 6-4         |         |

## Resultaten grote toernooien
| Legenda | Legenda                          |
| ------- | -------------------------------- |
| g.t.    | geen toernooi gehouden           |
| l.c.    | lagere categorie                 |
| –       | niet deelgenomen                 |
| G       | uitgeschakeld in de groepsfase   |
| 1R      | uitgeschakeld in de eerste ronde |
| 2R      | uitgeschakeld in de tweede ronde |
| 3R      | uitgeschakeld in de derde ronde  |
| 4R      | uitgeschakeld in de vierde ronde |
| KF      | uitgeschakeld in de kwartfinale  |
| HF      | uitgeschakeld in de halve finale |
| F       | de finale verloren               |
| W       | het toernooi gewonnen            |
| w-v     | winst/verlies-balans             |

### Enkelspel
| Grandslamtoernooien |      |      |      |     |      |      |      |      |      |      |      |   |
| Australian Open     | –    | –    | –    | –   | –    | 2R   | 2R   | 1R   | 4R   | 2R   | 3R   |   |
| Roland Garros       | –    | –    | –    | –   | –    | –    | 1R   | 2R   | 2R   | 3R   | 1R   |   |
| Wimbledon           | –    | –    | –    | –   | –    | 4R   | –    | g.t. | 1R   | 2R   | 1R   |   |
| US Open             | –    | –    | –    | 1R  | –    | 1R   | –    | 1R   | 2R   | 1R   | 2R   |   |
| ATP Masters 1000    |      |      |      |     |      |      |      |      |      |      |      |   |
| Indian Wells        | –    | –    | –    | 1R  | –    | –    | 2R   | g.t. | 2R   | 2R   | 2R   |   |
| Miami               | –    | –    | –    | –   | –    | –    | 2R   | g.t. | 2R   | 3R   | 3R   |   |
| Monte Carlo         | –    | –    | –    | –   | –    | –    | –    | g.t. | –    | –    | 1R   |   |
| Madrid              | –    | –    | –    | –   | –    | –    | –    | g.t. | –    | –    | 1R   |   |
| Rome                | –    | –    | –    | –   | –    | –    | –    | –    | –    | –    | 1R   |   |
| Montreal/Toronto    | –    | –    | –    | –   | –    | 1R   | –    | g.t. | 1R   | 1R   | KF   |   |
| Cincinnati          | 1R   | –    | –    | –   | –    | 1R   | –    | 1R   | 2R   | 2R   | 3R   |   |
| Shanghai            | –    | –    | –    | –   | –    | 1R   | –    | g.t. | g.t. | g.t. | 2R   |   |
| Parijs              | –    | –    | –    | –   | –    | –    | –    | –    | 1R   | –    | 2R   |   |
| olympisch           |      |      |      |     |      |      |      |      |      |      |      |   |
| Olympische Spelen   | g.t. | g.t. | g.t. | –   | g.t. | g.t. | g.t. | g.t. | –    | g.t. | g.t. |   |
| Statistieken        |      |      |      |     |      |      |      |      |      |      |      |   |
| titels per jaar     | 0    | 0    | 0    | 0   | 0    | 0    | 0    | 0    | 0    | 0    | 0    | 0 |
| eindejaarsranking   | 673  | 642  | 371  | 321 | 176  | 78   | 129  | 193  | 55   | 63   | 41   |   |

### Dubbelspel
| Grandslamtoernooien |      |      |     |      |      |      |      |      |      |      |   |
| Australian Open     | –    | –    | –   | –    | –    | 1R   | –    | 2R   | 1R   | –    |   |
| Roland Garros       | –    | –    | –   | –    | –    | 1R   | 1R   | 1R   | 3R   | 2R   |   |
| Wimbledon           | –    | –    | –   | –    | –    | –    | g.t. | –    | 1R   | 1R   |   |
| US Open             | –    | –    | 1R  | –    | 2R   | –    | KF   | 1R   | 1R   | 3R   |   |
| ATP Masters 1000    |      |      |     |      |      |      |      |      |      |      |   |
| Indian Wells        | –    | –    | –   | –    | –    | 2R   | g.t. | 1R   | –    | 2R   |   |
| Miami               | –    | –    | –   | –    | –    | 1R   | g.t. | –    | –    | 2R   |   |
| Monte Carlo         | –    | –    | –   | –    | –    | –    | g.t. | –    | –    | –    |   |
| Madrid              | –    | –    | –   | –    | –    | –    | g.t. | –    | –    | –    |   |
| Rome                | –    | –    | –   | –    | –    | –    | –    | –    | –    | KF   |   |
| Montreal/Toronto    | –    | –    | –   | –    | –    | –    | g.t. | –    | –    | –    |   |
| Cincinnati          | 1R   | –    | –   | –    | 1R   | –    | –    | –    | –    | 1R   |   |
| Shanghai            | –    | –    | –   | –    | –    | –    | g.t. | g.t. | g.t. | 1R   |   |
| Parijs              | –    | –    | –   | –    | –    | –    | –    | –    | –    | –    |   |
| olympisch           |      |      |     |      |      |      |      |      |      |      |   |
| Olympische Spelen   | g.t. | g.t. | –   | g.t. | g.t. | g.t. | g.t. | –    | g.t. | g.t. |   |
| Statistieken        |      |      |     |      |      |      |      |      |      |      |   |
| titels per jaar     | 0    | 0    | 0   | 0    | 0    | 0    | 0    | 0    | 1    | 0    | 0 |
| eindejaarsranking   | 587  | 547  | 304 | 262  | 230  | 293  | 227  | 237  | 94   | 71   |   |